# Liste der Bischöfe von Horsham
Die Liste der Bischöfe von Horsham stellt die bischöflichen Titelträger der Church of England, der Diözese von Chichester, in der Province of Canterbury dar. Der Titel wurde nach der Stadt Horsham benannt.
| Liste der Bischöfe von Horsham | Liste der Bischöfe von Horsham | Liste der Bischöfe von Horsham | Liste der Bischöfe von Horsham           |
| Von                            | Bis                            | Name                           | Anmerkungen                              |
| ------------------------------ | ------------------------------ | ------------------------------ | ---------------------------------------- |
| 1968                           | 1974                           | Simon Phipps                   | danach Bischof von Lincoln               |
| 1975                           | 1991                           | Colin Docker                   |                                          |
| 1991                           | 1993                           | John William Hind              | danach Bischof von Europe und Chichester |
| 1993                           | 2009                           | Lindsay Urwin                  |                                          |
| 2009                           | 2019                           | Mark Sowerby                   |                                          |
| 2020                           | Gegenwart                      | Ruth Bushyager                 |                                          |